# Fessard
Der Fessard ist ein kleiner Fluss im südwestlichen Teil von Zentral-Frankreich, der im Département Sarthe der Region Pays de la Loire südwestlich der Stadt Le Mans verläuft.

## Geografie

### Verlauf
Der Fessard entspringt im westlichen Gemeindegebiet von Yvré-le-Pôlin, entwässert in einem weiten Bogen über West generell in nordwestlicher Richtung und mündet nach rund 15 Kilometern im südlichen Gemeindegebiet von Roëzé-sur-Sarthe als linker Nebenfluss in die Sarthe. Bei Chapelle-Saint-Martin zweigt ein weiterer Mündungsarm ab, der etwa 600 Meter stromabwärts beim Schloss Coulon ebenfalls in die Sarthe mündet.

### Orte am Fluss
(Reihenfolge in Fließrichtung)
- Fessard, Gemeinde Yvré-le-Pôlin
- La Durandière, Gemeinde Oizé
- Oizé
- Cérans-Foulletourte
- Les Petits Ecoulays, Gemeinde Cérans-Foulletourte
- La Vieille Morte, Gemeinde La Suze-sur-Sarthe
- Chapelle-Saint-Martin, Gemeinde Roëzé-sur-Sarthe